# Karstorp

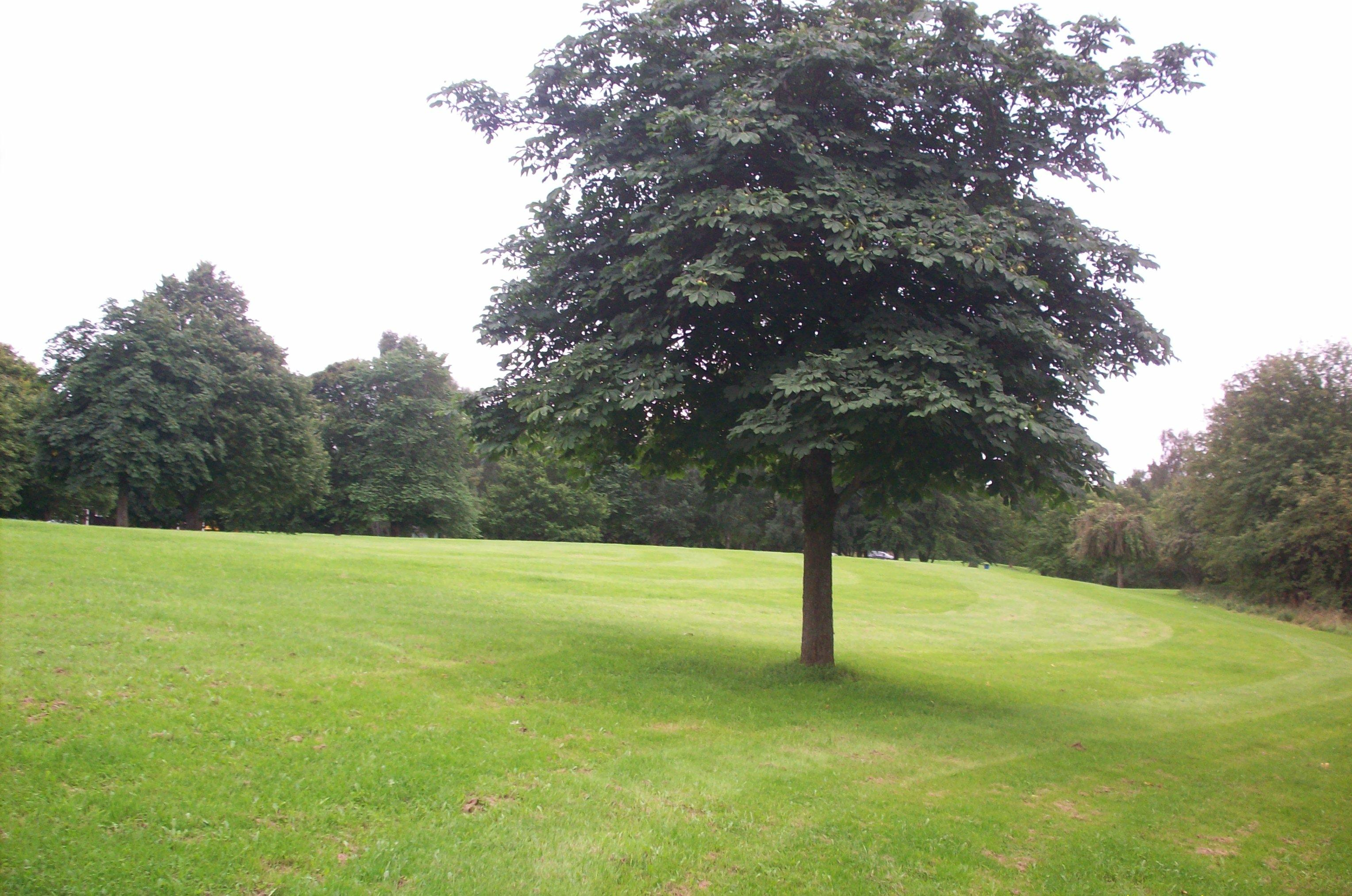
Karstorps grönområde

Karstorp är en stadsdel i Skövde, Västra Götalands län.

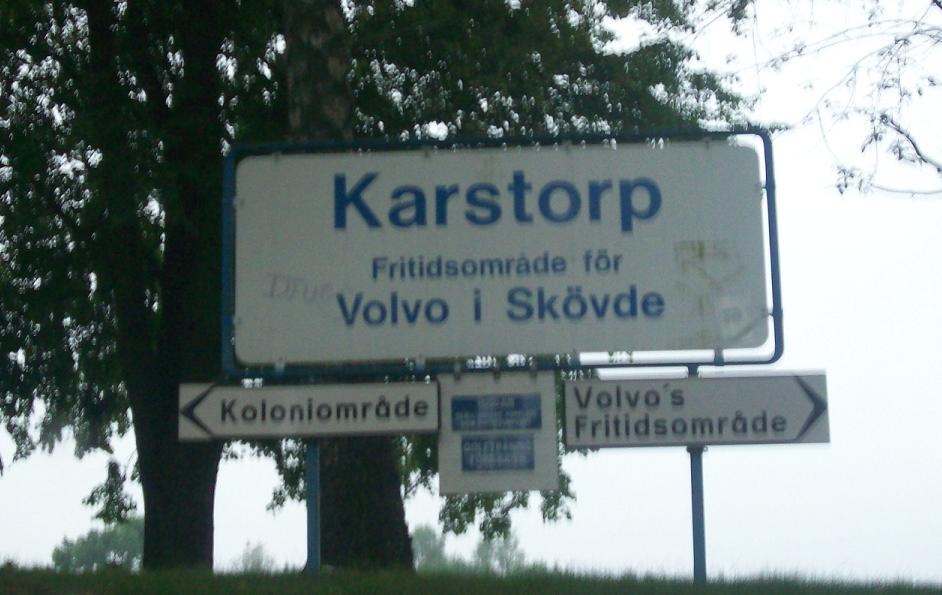
Karstorp

Karstorp är mest känt för Karstorpasjön, Volvos fritidsområde och Koloniområdet.
Stadsdelen består i största delen av grönområden. I nordvästra delen av området ligger ett antal företag exempelvis Statoil. Karstorp har också en förskola och ett hotell med restaurang och konferens som är beläget i västra delen av området.
Förskolan i Karstorp eldhärjades och totalförstördes i september 2006 när totalt sex förskolor och två andra lokaler i Skövde eldhärjades.
I Karstorpområdet ligger även Aspö gård som är en säsongsöppen stadsbondgård för i första hand AB Skövdebostäders hyresgäster. Gården är även tillgänglig för allmänheten.
Under sommaren finns här kor, kalvar, får, kaniner, grisar och ankor. Det finns en mindre badsjö på området.

## Karstorps säteri
Karstorps säteri omnämndes år 1646 som frälsegård och var jordbruk fram till år 1952, då det förvärvades av Volvo Penta, med syfte att anlägga ett fritidsområde för företagets anställda öster om Karstorpasjön. År 1955 övertog Skövde stad gården och hyrde ut den som kursgård. År 1986 blev Folkets hus ägare av gården.
Huvudbyggnaden uppfördes år 1901 efter ritningar av arkitekten Frans Wahlström och byggherre var troligen grosshandlaren Johan Sjöberg. Corps-de-logiet är byggt av restimmer med ljusbeige fasspåntpanel, rikligt ornerad med listverk, pilastrar och profilerade fönsteröverstycken i nyrenässans. Såväl mittpartiets som de inbyggda hörnverandornas engelskt röda fönster utgör i sig dekorativa element i arkitekturen. Karstorp är ett av kommunens främsta exempel på denna så kallade stenimiterande träarkitektur. Taket är täckt med svart falsad plåt och i sydöstra hörnet bryts den i övrigt stränga symmetrin av en kupol krönt av ett smidesräcke ovan taklisten. När Karstorp var bostad låg de representativa rummen i bottenvåningen och sovrum, jungfrukammare med mera på övervåningen. Invändigt är huset förändrat, men ett stort antal kakelugnar av olika typer finns bevarade. De gamla entrédörrarna har ersatts på 1980-talet och de flesta fönster har bytts ut. Till mangården hör en möjligen något äldre flygel med fasader av ljusbeige locklistpanel, frontespis, öppen veranda och enkupigt tegeltak. Under jordbruksepoken innehöll huset fyra bostäder för personalen. De stora taksprången bärs av konsoler, och gavelröstena bevarar tidstypiska lövsågerier. På senare år har en pendang till flygeln byggts på gårdsplanen. Av ekonomibyggnaderna återstår ett falurött före detta magasin med vällingklocka, troligen från 1800-talets slut.
Byggnaden används numera för hotell- och konferensverksamhet och ägs av Karstorps konferenscenter AB.

## Angränsade stadsdelar
Ulveket, Lillegården, Rosenhaga och Västra Ryd